# Gagrella paupera
Gagrella paupera is een hooiwagen uit de familie Sclerosomatidae.